# Куп три нације 2010.
Куп три нације 2010. (службени назив: 2010 Tri Nations Series) је било 15. издање овог најквалитетнијег репрезентативног рагби такмичења Јужне хемисфере.
Турнир је освојио Нови Зеланд који је имао максимални учинак од 6 победа, а рекордна посета била је на утакмици Јужноафричка Република - Нови Зеланд у Јоханезбургу (94 713 гледалаца).

## Учесници
Напомена:
|   | Селекција                          | Стадион                             | Селектор          | Капитен             |
| - | ---------------------------------- | ----------------------------------- | ----------------- | ------------------- |
| 1 | Рагби репрезентација ЈАР           | Сокер сити, Јоханезбург (94 700)    | Петер де Вилијерс | Џон Смит (рагбиста) |
| 2 | Рагби репрезентација Новог Зеланда | Еден Парк, Окланд (50 000)          | Сер Грејам Хенри  | Ричи Мако           |
| 3 | Рагби репрезентација Аустралије    | Стадион Аустралија, Сиднеј (84 000) | Роб Динс          | Роки Елсом          |

## Такмичење
Нови Зеланд - Јужна Африка 32-12
Нови Зеланд - Јужна Африка 31-17
Аустралија - Јужна Африка 30-13
Аустралија - Нови Зеланд 28-49
Нови Зеланд - Аустралија 20-10
Јужна Африка - Нови Зеланд 22-29
Јужна Африка - Аустралија 44-31
Јужна Африка - Аустралија 39-41
Аустралија - Нови Зеланд 22-23

## Табела
|   | Селекција   | ИГ | Д | Н | И | ПД  | ПП  | ПР  | БП | Б  |  |
| - | ----------- | -- | - | - | - | --- | --- | --- | -- | -- |  |
| 1 | Ол блекси   | 6  | 6 | 0 | 0 | 184 | 111 | +73 | 3  | 27 |  |
| 2 | Валабиси    | 6  | 2 | 0 | 4 | 162 | 188 | -26 | 3  | 11 |  |
| 3 | Спрингбокси | 6  | 1 | 0 | 5 | 147 | 197 | -47 | 3  | 7  |  |

| Победник Купа три нације 2010. |
| ------------------------------ |
| Нови Зеланд 10. титула         |

## Индивидуална стастика
Највише поена
- Морн Стејн 77, Јужна Африка
- Мет Гито 64, Аустралија
- Ден Картер 63, Нови Зеланд
- Џејмс О'Конор 27, Аустралија
- Милс Мулијајна 20, Нови Зеланд

Највише есеја
- Милс Мулијајна 4, Јужна Африка
- Џејмс О'Конор 4, Нови Зеланд
- Ричи Мако 3, Нови Зеланд
- Дру Мичел 3, Аустралија
- Гуртре Стенкамп 3, Нови Зеланд